# Pride of Canterbury
Die Pride of Canterbury war ein Fährschiff der britischen P&O Ferries, das 1992 als European Pathway für den Liniendienst zwischen Dover und Zeebrugge in Dienst gestellt wurde. Seit 2003 wurde es auf der Strecke von Dover nach Calais eingesetzt. Die Pride of Canterbury blieb bis 2023 in Fahrt und wurde 2024 im türkischen Aliağa abgewrackt.

## Geschichte
Das Schiff wurde als eines von vier kombinierten RoRo-Fracht- und Fährschiffen mit der Baunummer 1076 bei Schichau Seebeck in Bremerhaven gebaut. Es lief am 10. August 1991 als European Pathway vom Stapel. Nach der Übernahme durch P&O am 29. Dezember 1991 und der Überführungsfahrt nach Dover wurde das Schiff am 4. Januar 1992 auf der Strecke nach Zeebrugge in Dienst gestellt.
Von März 1998 bis Oktober 2002 wurde die European Pathway gemeinsam von P&O und der Stena Line bereedert. Anschließend wurde das Schiff im Dezember 2002 in die Lloyd Werft Bremerhaven gebracht, um dort zu einem reinen Fährschiff umgebaut zu werden. Am 12. Mai 2003 wurde es unter dem neuen Namen Pride of Canterbury auf der Strecke von Dover nach Calais in Dienst gestellt.
Am 31. Januar 2008 rammte die Pride of Canterbury während eines Wendemanövers bei den Goodwin Sands das Wrack des Frachtschiffes Mahratta, das dort 1939 auf Grund gelaufen und gesunken war. Die Fähre wurde dabei leicht am Rumpf beschädigt und verlor einen Propeller, konnte aber nach Reparaturarbeiten im Februar 2008 wieder in Dienst gestellt werden.
Am 29. September 2014 ereignete sich ein weiterer Vorfall auf der Pride of Canterbury, als ein Brand im Maschinenraum ausbrach und dadurch die Bordsysteme ausfielen. Das Schiff wurde im September 2014 zur Reparatur nach Dünkirchen geschleppt und konnte am 12. Dezember 2014 den Dienst wieder aufnehmen. Ab Juni 2022 war die Pride of Canterbury zeitweise als reine Frachtfähre im Einsatz.
Am 10. September 2023 beendete die Pride of Canterbury ihre letzte Überfahrt von Calais nach Dover und brach nach mehreren Monaten Liegezeit am 5. Januar 2024 zu ihrer letzten Überfahrt zum Abbruch im türkischen Aliağa auf, wo sie am 16. Januar 2024 auf dem Gelände der Abwrackwerft gestrandet wurde.
Von den drei Schwesterschiffen der Pride of Canterbury wurden zwei (Pride of Kent und Pride of Burgundy) ebenfalls zu reinen Passagierfähren umgebaut. Das dritte Schwesterschiff European Seaway ist weiterhin als kombiniertes Fähr- und Frachtschiff im Einsatz.